# Пауэрлифтинг на Всемирных играх 2005
Пауэрлифтинг на Всемирных играх 2005 года включал розыгрыш шести комплектов медалей.

## Призёры

### Мужчины
| Дисциплина  | Золото           | Серебро         | Бронза       |
| ----------- | ---------------- | --------------- | ------------ |
| Лёгкий вес  | Равиль Казаков   | Се Цзунтинь     | Дариуш Вшола |
| Средний вес | Андрей Тарасенко | Виктор Фуражкин | Ян Вегиера   |
| Тяжёлый вес | Николай Суслов   | Брайн Сайдерс   | Иван Фрейдун |

### Женщины
| Дисциплина  | Золото            | Серебро        | Бронза           |
| ----------- | ----------------- | -------------- | ---------------- |
| Лёгкий вес  | Олеся Лафина      | Елена Дмитрук  | Чэнь Вэйлин      |
| Средний вес | Лариса Вициевская | Принцила Рибик | Надежда Малыгина |
| Тяжёлый вес | Марина Кудинова   | Галина Карпова | Ирина Яворская   |